# Resto cal

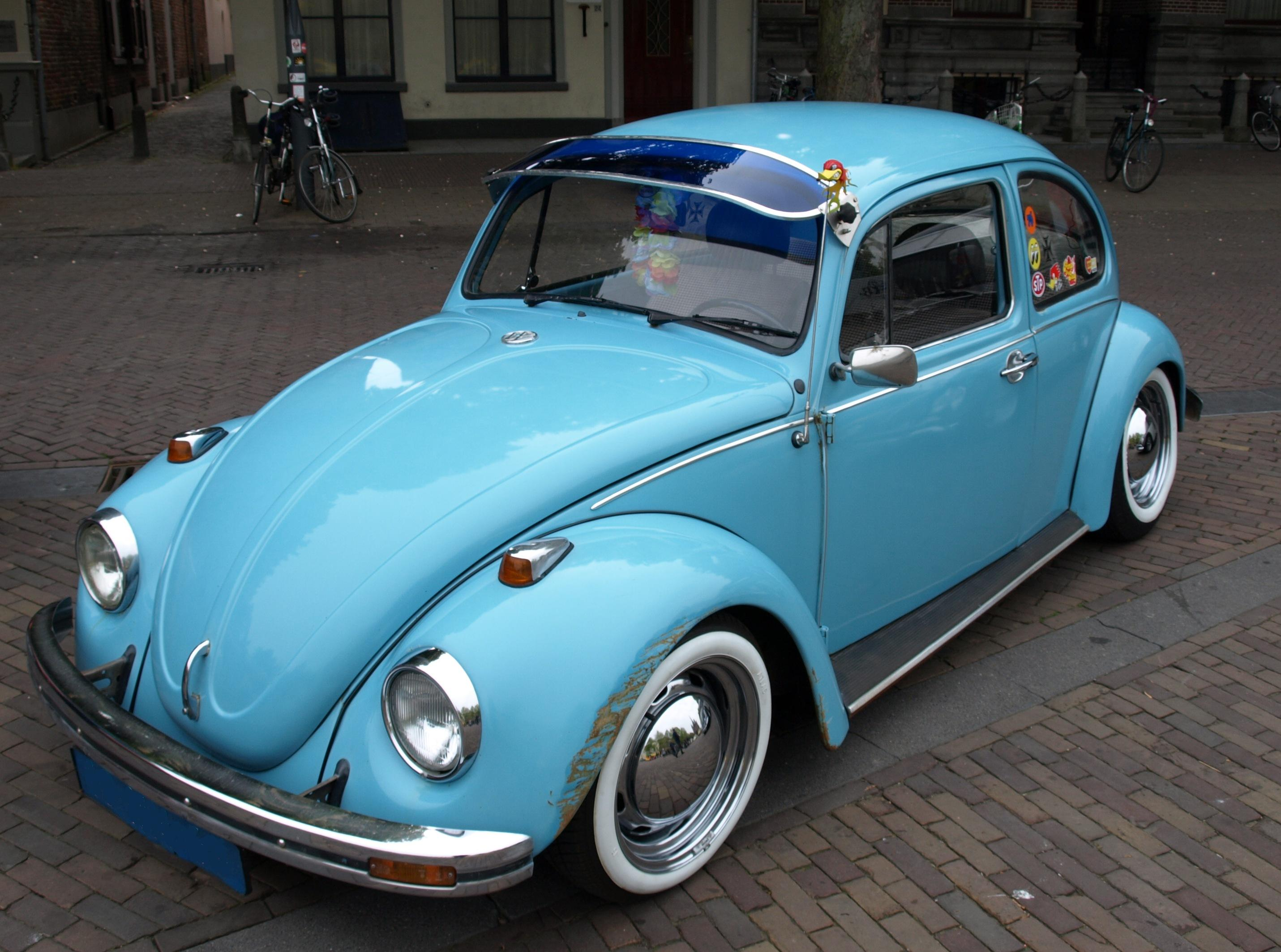
Volkswagen Type 1 в стиле Resto cal

Resto cal — направление в автомобильном тюнинге. Автомобилем «Resto cal» считается только модифицированный (в традициях стиля) автомобиль Volkswagen Käfer с воздушным охлаждением двигателя или модели на его базе. Другие автомобили, стилизованные под это направление можно называть «ресто-стилем», (либо «ретро-кастом»).

## История

### Появление стиля
В начале 1980-х в движении лоурайдеров обратили внимание на фольксвагены в стиле Cal Look с их классическими линиями кузова. Движение получило название Resto cal. Оригинальные кузова и салоны, низкая подвеска — чем ниже, тем лучше, множество аксессуаров того периода. Приверженцы стиля Cal-look посчитали такие проекты низкобюджетными и недостойными уважения, появилось даже открытое противостояние. Мнение о криминальности Resto-cal тусовки сделало её, в некоторой степени, подпольной. Но со временем Resto cal получила своё признание, наряду с такими явлениями, как рэп-музыка, граффити и другими атрибутами городской жизни.

### Известные клубы
Старейшим resto-cal клубом считается «Original German Folks Klub» или сокращенно OG GFK. В 2009 году он отметил своё 25-летие. Клуб имеет отделения в Калифорнии, Техасе, Оклахоме, Аризоне, Великобритании и Японии. При этом клуб является закрытой организацией – новых членов принимают крайне редко и только за большие заслуги. О значимости этого клуба можно судить по часто упоминаемой фразе о том, что история GFK и есть по большому счету история Resto-Cal. Количество членов клуба в разных странах приближается к нескольким десяткам человек, многие из которых имеют по несколько автомобилей. Часто проводятся общие встречи, клуб является завсегдатаем всех больших ретро мероприятий как в США, так и в Европе.

## Требования стиля
В данном стиле нет четких законов, но есть некоторое направление, в рамках которых можно творить с достаточной степенью свободы.

### Внешний вид
Внешний вид — наиболее важный момент для Resto cal. Только для «Фольксвагена» на базе Жука с воздушником корректно название Resto Cal. Изначально автомобиль должен был иметь абсолютно стандартный кузов (машина определенного года выпуска должна полностью ему соответствовать: быть покрашена тем цветом, который был в каталогах того года, иметь кузовные панели данного года выпуска, иметь правильные эмблемы, бамперы и прочие элементы), салон, ездить на заводских штампованных дисках (solids) с колпаками, при этом иметь максимально низкую подвеску и, по возможности, ряд аксессуаров из каталогов Volkswagen того времени (Багажники на крышу и крышку моторного отсека, «юбки», закрывающие задние арки, противотуманные фары). Но со временем стиль немного менялся, появлялись новые элементы. Один из самых важных — это зауженная передняя балка, которая позволила занижать машины еще больше. Стали появляться различные легкосплавные колеса, которые предлагались в качестве опций в каталогах 50х — 60х годов.
Шины спереди должны быть максимально узкими (шириной от 125 до 145 мм (125R15, 135R15, 145/65R15), сзади, наоборот, широкими (от 165/65R15 и до 205/70R15). Одной из особенностей внешнего вида является огромный отрицательный развал задних колес, обусловленный конструкцией независимой задней подвески «Жука».

### Технические особенности
В последнее время популярно увеличение рабочего объема двигателя со стандартных 1000–1200 см³ до 1500–2500 см³, спортивные распределительные валы, модернизированные впуск и выпуск. На многих автомобилях можно увидеть дисковые тормоза вместо оригинальных барабанных. Но все изменения носят обратимый характер, в случае необходимости все может быть возвращено к заводским параметрам. Это касается и двигателя – обычно оригинальный агрегат аккуратно хранится.